# چال تپه کوچک
چال تپه کوچک مربوط به دوره ساسانیان است و در شهرستان خدابنده، بخش سجاسرود، روستای چوزک واقع شده و این اثر در تاریخ ۱۰ دی ۱۳۸۱ با شمارهٔ ثبت ۶۷۰۵ به‌عنوان یکی از آثار ملی ایران به ثبت رسیده است.